# 效益說明
效益說明(explanation of benefits) （一般縮寫為 EOB表）是由健康保險公司寄發的對帳單據，以說明病患所支付的醫療行為和服務。
EOB表通常隨附於支票或對帳單發送。一般會列明：
- 收款方，支付方，以及患者。
- 服務項目—服務的日期，描述，代碼，代表人，以及患者。
- 醫療費用，以及保險公司同意的數目—醫療院所主張的費用扣除被保險人的扣除額。
- 患者必須支付的數目
- 寬減的理由與代碼

EOB文件為受保護的健康資訊。
電子式EOB文件為edi 835 5010文件。
表上一般至少會簡要說明遭拒項目，及其聲明理由。
保了第二家保險公司的被保險人須將此資訊提供給自己的保險公司。第二家保險公司一般僅支付EOB文件上所列明的自付額。第二家保險公司的EOB文件列示經其處理後，患者仍須自付的數額。